# Vitalij Klyčko
Vitalij Volodymyrovyč Klyčko (in ucraino Віталій Володимирович Кличко?; trasl. angl.: Vitali Klitschko; Belovodskoe, 19 luglio 1971) è un ex pugile e politico ucraino, sindaco di Kiev dal 5 giugno 2014.
Considerato tra i migliori pesi massimi della storia del pugilato, ha detenuto i titoli WBC, WBO e The Ring della divisione ed è stato nominato "campione emerito" dalla WBC. Sino al suo ritiro avvenuto nel 2013, ha abbinato la carriera da pugile all'attività politica nel paese. È stato il primo campione del mondo a possedere un dottorato di ricerca, il che, unito ai suoi pesanti colpi, gli ha valso il soprannome di "Dr. Ironfist".
Klitschko era noto per la potenza dei suoi pugni e per la sua mascella granitica. Nel corso della sua carriera professionale le uniche due sconfitte subite sono arrivate entrambe per interruzioni da parte dell'arbitro, a causa di un infortunio alla spalla (la prima) e di una profonda ferita al viso (la seconda). La sua percentuale di KO dell'87,23% è la terza più alta nella storia dei massimi dietro quelle di Rocky Marciano e Deontay Wilder, mentre il suo regno da campione del mondo (5 anni, 2 mesi e 4 giorni) è l'ottavo più lungo nella storia della divisione. Nel 2018, al primo anno d'eleggibilità, è divenuto il primo ucraino ad essere incluso nella International Boxing Hall of Fame. 
Ha iniziato la carriera politica nel 2006, quando si è candidato senza successo a sindaco nelle elezioni comunali di Kiev. Nel 2010 ha fondato l'Alleanza Democratica Ucraina per la Riforma (UDAR) e nel 2012 è stato eletto nel parlamento. Tra il 2013 ed il 2014 è stato una figura di riferimento dell'Euromaidan e successivamente ha annunciato una possibile candidatura alle presidenziali, scegliendo infine di sostenere quella di Petro Porošenko.
Il 25 maggio 2014 è stato eletto per la prima volta sindaco della città di Kiev, ma più tardi ha dovuto cedere il posto in parlamento per mantenere tale carica. Nell'agosto 2015 il suo partito si è fuso con il Blocco Petro Porošenko. Fratello maggiore di Volodymyr Klyčko, anch'egli campione di pugilato, il 28 agosto 2015 ha assunto la carica di presidente del Blocco Petro Porošenko "Solidarietà". Dopo le vittoriose elezioni del 16 novembre 2015 è stato rieletto per la seconda volta sindaco della città di Kiev.
Il 24 febbraio 2022, Klyčko e suo fratello, Volodymyr, hanno annunciato che avrebbero preso le armi in seguito all'invasione russa dell'Ucraina, cosa che poi hanno fatto.

## Biografia
Vitalij Klyčko è figlio di Vladimir Rodijonovyč Klyčko (1947-2011), maggior generale dell'aeronautica militare sovietica, e di Nadežda Uljanovna. Il padre è stato comandante in carica per le operazioni di pulizia dopo il disastro di Černobyl' del 1986 e in seguito gli è stato diagnosticato un tumore.
Nel 1996 Klyčko si è laureato presso l'Istituto Pedagogico Perejaslav-Chmel'nyc'kyj, e il 29 febbraio 2000 ha conseguito il PhD in scienze sportive a Kiev presentando la tesi su "talento e sponsorizzazione nello sport".

## Carriera sportiva

### Carriera da dilettante
Ha cominciato la propria carriera come atleta di kickboxing, per poi passare al pugilato. Dopo una buona carriera come pugile dilettante, dove ha vinto per tre volte il titolo ucraino, il campionato del mondo militare (1995) e una medaglia d'argento ai Mondiali, è passato al professionismo, con uno score di 210 incontri disputati, di cui 195 vinti (80 prima del limite).

### Carriera da professionista
Professionista dal 1996, detiene il titolo WBO tra il giugno 1999 e il gennaio 2000 conquistando in seguito il titolo europeo (novembre 2000).
Nel 2003 tenta l'assalto al titolo WBC contro Lennox Lewis. Alla sesta ripresa perde per TKO, perché l'arbitro aveva deciso che Vitalij non poteva continuare l'incontro a causa di una ferita allo zigomo sinistro. I punti vedevano lo sfidante vincere per 58-56. Dato il finale controverso, in molti chiesero un rematch. Dapprima Lewis accettò, l'incontro si sarebbe dovuto disputare il 6 dicembre, ma poi il campione decise di rimandare l'incontro, e infine decise di ritirarsi rendendo il titolo vacante.
Nel 2004 Klyčko diventa campione, avendo ragione di Corrie Sanders per KOT dopo aver subito un atterramento nelle prime riprese. Successivamente problemi fisici lo costringono ad un temporaneo ritiro. Torna a combattere nel 2008, riconquistando il titolo contro Samuel Peter; nel 2010 difende lo stesso titolo contro Shannon Briggs.
Dopo una facile difesa contro Odlanier Solís (marzo 2011), nel febbraio 2012 sconfigge ai punti Dereck Chisora il quale, durante le operazioni di peso, lo aveva colpito con uno schiaffo al volto. Sostiene il suo ultimo incontro nel settembre 2013, battendo Manuel Charr: annuncia il suo ritiro nel dicembre successivo.
Il 15 dicembre 2013 Klyčko annunciò ufficialmente il proprio ritiro dopo una carriera professionale durata 17 anni. Più tardi fu nominato "campione emerito" dalla WBC: ciò significava che qualora avesse avuto ripensamenti, avrebbe potuto sfidare immediatamente il campione in carica. L'ucraino affermò tuttavia che un ritorno era qualcosa che "non si sarebbe potuto immaginare" in quel momento. Il suo titolo, divenuto vacante, fu conteso in un match fra Chris Arreola e Bermane Stiverne, poi vinto da quest'ultimo.
Nel giugno 2018, al primo anno d'eleggibilità, è divenuto il primo pugile ucraino ad essere incluso nella International Boxing Hall of Fame. 

## Carriera politica
Durante le elezioni presidenziali in Ucraina del 2004 e dopo la rivoluzione arancione, i fratelli Klyčko sostennero la candidatura di Viktor Juščenko. Nel 2005, Vitali fu nominato consigliere di Juščenko, eletto Presidente.

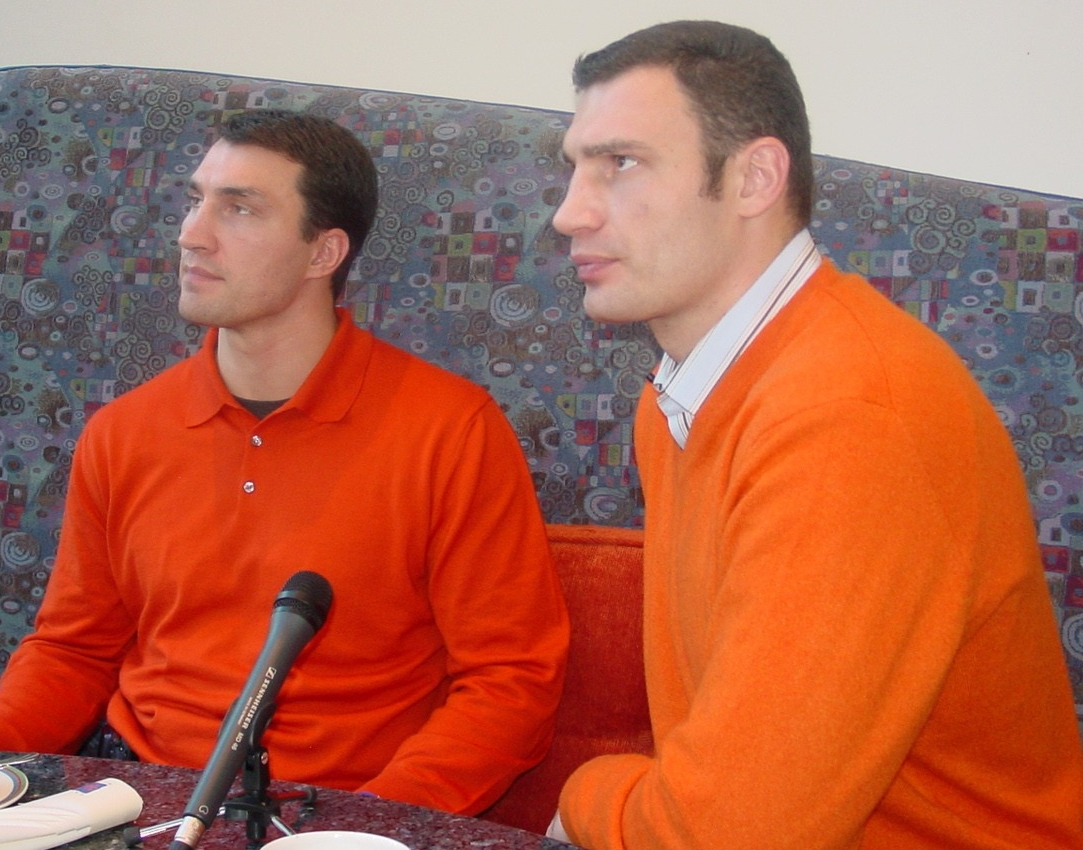
Vitalij (a destra) e suo fratello Volodymyr indossano, in sostegno, i colori della rivoluzione arancione

Nel 2006, durante un periodo di pausa a causa di problemi fisici, Vitalij Klyčko è stato candidato a sindaco nelle elezioni comunali di Kiev. Sconfitto da Leonid Černovec'kij, con la sua campagna elettorale contro la corruzione è arrivato secondo con il 26% dei voti ed è stato eletto all'interno del consiglio comunale con una coalizione liberale. Si è ripresentato nuovamente candidato a sindaco durante le elezioni anticipate del 2008, indette in seguito alle accuse di corruzione mosse contro Leonid Černovec'kij. Dopo una campagna elettorale svolta con il sostegno di Rudy Giuliani, Klyčko stavolta è arrivato terzo con il 18% delle preferenze ma ha comunque mantenuto il suo seggio all'interno del consiglio comunale. Lo stesso anno è stato anche nominato nella delegazione ucraina al Congresso dei poteri locali e regionali del Consiglio d'Europa.

Klyčko, Porošenko, Tjahnybok e il Segretario di Stato americano William Burns, 25 febbraio 2014

Nell'aprile 2010 Vitalij Klyčko diventa il leader del neonato UDAR, partito di ispirazione liberale con il quale è stato eletto nel parlamento ucraino durante le elezioni nazionali del 2012.
Il 24 ottobre 2013 Klyčko ha annunciato la sua intenzione di partecipare alle elezioni presidenziali in Ucraina del 2014; gli esperti in diritto però hanno espresso i loro dubbi su questa possibilità, dato che la legge ucraina prescrive che il candidato presidente debba avere avuto la residenza in Ucraina per dieci anni prima del giorno dell'elezione, mentre Klyčko per molti anni ha vissuto anche in Germania dove dal 2006, in qualità di membro di spicco del movimento Pora, si è formato entrando in contatto con la Fondazione Konrad Adenauer (KAS), un think tank affiliato all’Unione Cristiano Democratica (CDU) al cui congresso è stato ospite nel 2011 e 2012 diventando anche membro osservatore del Partito Popolare Europeo. Nel novembre dello stesso anno viene fotografato durante le proteste di Piazza Maidan insieme al futuro primo ministro dell'Ucraina Arsenij Jacenjuk, alla diplomatica americana Victoria Nuland, al senatore americano John McCain e a Oleh Tyahnibok molto attivi nella svolta politica del paese. Il Presidente Janukovic offrì la guida del Governo all'opposizione, dicendosi disponibile a nominare i capi della rivolta l’ex ministro degli Esteri del Governo Tymošenko Arsenij Jacenjuk e Klyčko come Premier e Vicepremier, ma l'accordo fu bocciato in quanto i manifestanti chiedevano, oltre a elezioni anticipate, le dimissioni immediate del Presidente.
Il 29 marzo 2014 l'ex pugile ha annunciato il ritiro della sua candidatura per le presidenziali, dando il suo sostegno al futuro presidente Petro Porošenko, per concorrere nuovamente alle elezioni del sindaco di Kiev. Klyčko è stato eletto sindaco ottenendo il 57% dei voti, distanziando nettamente gli altri due candidati Lesja Orobec (10,3%) e il sindaco uscente Volodymyr Bondarenko (8,2%). Il 21 novembre ha reso vacante il suo posto in Parlamento. Il Blocco Petro Porošenko riscuote successo alle elezioni, ottenendo 132 seggi.
Guidò la lista elettorale del Blocco Petro Porošenko alle elezioni parlamentari dell'ottobre 2014, dichiarando però che non si sarebbe dimesso come sindaco di Kiev.
Il 28 agosto 2015, dopo l'ufficializzazione della fusione dell'UDAR con il partito Solidarnist' di Porošenko, Klyčko è diventato presidente del nuovo Blocco Petro Porošenko. Tre mesi più tardi è stato rieletto sindaco di Kiev, superando al ballottaggio Boryslav Bereza con il 66,5% dei voti. Il 26 maggio 2016, a causa dell'entrata in vigore di una legge che proibisce di essere contemporaneamente a capo di una amministrazione e presidente o membro di un partito politico, ha dovuto rassegnare le sue dimissioni dal ruolo di presidente di partito.

## Vita privata

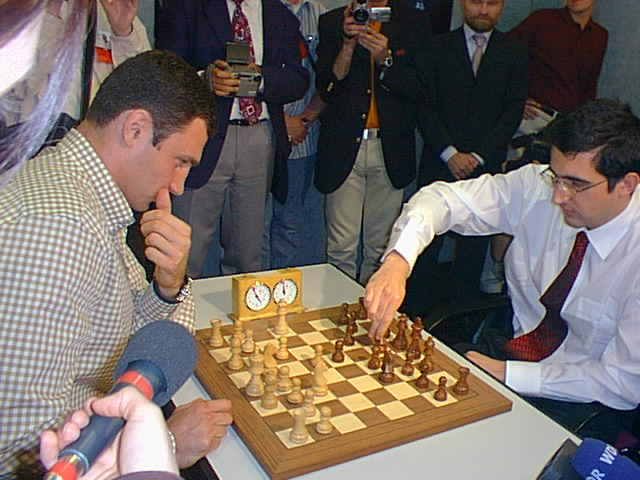
Vitalij Klyčko (a sinistra) mentre gioca a scacchi con Vladimir Kramnik, Dortmund, 2002

Vitalij Klyčko è sposato dal 26 aprile 1999 con Natalija Egorova, un'ex atleta e modella dalla quale ha avuto tre figli. Ha chiamato uno dei suoi figli Max, dal nome del pugile campione dei pesi massimi Max Schmeling.
Sia Vitalij che suo fratello Volodymyr sono degli appassionati giocatori di scacchi. Vitalij è amico dell'ex campione mondiale di scacchi Vladimir Kramnik, contro il quale ha anche giocato perdendo sempre. Paragonando il pugilato agli scacchi ha affermato: «Gli scacchi sono simili al pugilato. Hai bisogno di sviluppare una strategia, e hai bisogno di pensare due o tre passi avanti riguardo a ciò che il tuo avversario sta facendo. Devi essere astuto. Ma qual è la differenza tra gli scacchi e il pugilato? Negli scacchi, nessuno è un esperto, ma tutti giocano. Nel pugilato tutti sono esperti, ma nessuno combatte».
I fratelli Klyčko sono impegnati in attività di beneficenza a sostegno di scuole, chiese e bambini. Dal 2002 i Klyčko collaborano con l'UNESCO.